# Astragalus discolor
Astragalus discolor är en ärtväxtart som beskrevs av Carl Maximowicz. Astragalus discolor ingår i släktet vedlar, och familjen ärtväxter. Inga underarter finns listade i Catalogue of Life.